# Mera 300
MERA 300 – polski minikomputer o 8-bitowej architekturze, a także nazwa serii komputerów stanowiących rozwinięcia komputera MERA 300.

## Seria komputerów MERA 300
Seria komputerów MERA 300 obejmuje kolejne wersje rozwojowe minikomputera MERA 300:
- MERA 300
- MERA 301
- MERA 302
- MERA 303
- MERA 304
- MERA 305
- MERA 306

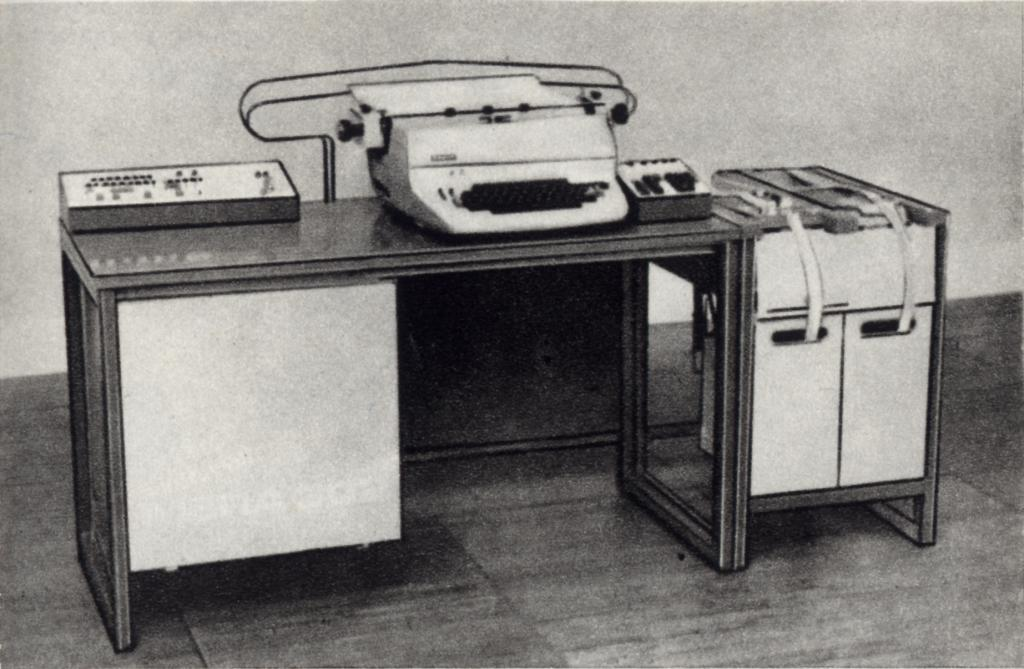
MERA 302

Rodzina systemów MERA 300 obejmowała:
- systemy przetwarzania danych: MERA 300, 301, 302, 303, 304, 305, 306
- systemy konwersacyjne (końcówki programowe): MERA 342, MERA 344
- system kontrolno sterujące (automatycznego sterowania): MERA 362
- systemy uniwersalno-specjalizowane: MERA 392, MERA 396.

## Budowa systemu
MERA 300 zbudowana była z modułów:
- procesory: MOMIK 8b/100, MOMIK 8b/1000 : 250 tys. operacji na sekundę
- zespoły urządzeń we-wy:
  - do bezpośredniej pracy operatora
  - do kontroli i konwersji
  - specjalne
- pamięci zewnętrznych

## Architektura komputerów serii MERA 300
Zestaw MERA 300 (MERA 302, MERA 303) obejmuje:
- jednostkę centralną z kanałem arytmometru,
- pamięć operacyjną 8k słów (1 słowo = 8 bitów = współcześnie: 1 bajt), pamięć podzielona jest na strony po 32 słowa każda strona, adresowanie pamięci dla rozkazów obejmuje bezpośrednio całą dostępną pamięć poprzez wskaźnik rozkazu, adresowanie danych składa się z dwóch części: strona/słowo,
- jedna klasa systemu przerwań (32 przerwania),
- kanał multipleksera,
- urządzenia zewnętrzne:
  - drukarka,
  - maszyna do pisania,
  - czytnik i perforator taśmy,
  - pulpit sterowania.

MERA 301 wykorzystywała nośniki na kasetach magnetycznych PK-1 i PK-2 o pojemności 0,5 miliona znaków.
MERA 305 był rozbudowany o kanał bezpośredniego dostępu do pamięci dyskowej oraz system 128 przerwań podzielonych na 4 klasy (4 x 32).
MERA 306 została znacząco rozbudowana:
- pamięć operacyjną podzielono na tomy po 4 k słów, co umożliwiało rozbudowę pamięci do wielkości 8, 15, 24 lub 32 k słów (współczesne oznaczenie kB),
- możliwość stosowania zabezpieczenia systemu przed zanikiem napięcia,
- możliwość podłączenia zegara czasu rzeczywistego,
- zastosowano pamięć dyskową Mera 9425.

Oprócz w.w. istniała możliwość dołączania innych urządzeń:
- monitora i klawiatury,
- klawiatury specjalnej,
- pamięci taśmowej (szpulowej),
- urządzeń sprzęgających z urządzeniami pomiarowymi i automatyki przemysłowej.

Lista rozkazów języka maszynowego liczyła 34 pozycje obejmujące rozkazy arytmetyczne, logiczne i sterujące.

## Wprowadzanie i wyprowadzenie danych
Do mikrokomputerów serii MERA 300 stosowano do wprowadzania danych:
- czytnik taśmy i kart CTK 50R z jednostką sterującą JS-CTK 50
- czytnik taśmy CT 1001A z jednostką sterującą JS-CT 1001
- czytnik taśmy CT 2000 z jednostką sterującą JS-CT 2000

Do wyprowadzania danych stosowano:
- dziurkarki taśmy DT 105 z jednostką sterującą JS-DT 105
- dziurkarki taśmy i kart DTK 50 z jednostką sterującą JS-DTK 50

Stosowano również inne urządzenia we-wy:
- dalekopis TELETYPE MODEL 390 umożliwiający:
  - wprowadzenia danych z klawiatury z jednoczesnym wydrukiem
  - wprowadzanie danych z czytnika taśmy z jednoczesnym wydrukiem
  - wydruk danych z jednoczesnym dziurkowaniem taśmy
- maszynę do pisania FACIT 3851
- monitor ekranowy ALFA 311/M, który umożliwiał
  - wyświetlenie informacji na monitorze
  - wprowadzanie informacji z klawiatury z równoczesnym wyprowadzeniem danych na taśmę

## Zastosowanie MERA 300
Zastosowania:
- biurowe,
- zbieranie danych,
- przetwarzanie danych,
- obliczenia inżynierskie,
- współpraca i sterowanie aparaturą pomiarową,
- sterowanie procesami przemysłowymi.

## Oprogramowanie MERA 300
Oprogramowanie:
- system: egzekutor RTX, Nucleus, SOWA, Komputer Biurowy, Ładowacz, MSO 300
- podstawowe oprogramowanie systemowe:
  - program uruchomieniowy DDT,
  - podprogramy standardowe,
  - edytor MOTIS,
- języki programowania:
  - język maszynowy,
  - rozkazy ekstrakodowe realizowane programowo,
  - asembler MOTIS, Sawik
  - KB-D,
  - preprocesor ODYS, zestaw makroinstrukcji Mini-ODYS,
  - BASIC,
  - Fortran,
  - SIMBOL.

Do pracy programisty w systemach MERA 300 egzekutor RTX nie był niezbędny, gdyż asembler MOTIS był programem samodzielnym, mogącym pracować bez systemu operacyjnego (w tym przypadku sam spełniał funkcję systemu operacyjnego, kontrolującego pracę całego zestawu komputerowego).

## Historia
W 1973 r. opracowano w Polsce minikomputer ośmiobitowy MOMIK 8B (Mera). Na bazie tego opracowania rozpoczęto w 1974 r. produkcję MERA 300 (Mera ZSM).